# Промстрахкасса
Промстрахкасса — касса взаимного страхования и взаимопомощи промысловой кооперации.
В годы нэпа и позднее, вплоть до 1960 года, недостаток промышленных товаров в СССР зачастую восполнялся кустарным производством и деятельностью промысловых и кустарных кооперативов. Прибыль таких кооперативов могла направляться на различные нужды:
- расширение производства;
- строительство жилья, клубов, спортивных сооружений (стадионы, водные и лодочные станции), санаториев, пионерлагерей, детских садов, домов отдыха и т. п.;
- прибыль, распределяемая среди членов по итогам года;
- взаимное кредитование и взаимопомощь через промстрахкассы.

Подчинение: Промстрахкасса — Облпромстрахсовет — Роспромстрахсовет.
С 1944 года областные промстрахкассы подчинялись Всесоюзному совету касс взаимного страхования и взаимопомощи промысловой кооперации (Всекопромсоветкасс).
«Промстрахкасса была ликвидирована вместе с промысловой кооперацией в конце 1950-х…». Все средства Промстрахкассы были конфискованы правительством Хрущёва.